# Saint-Remy-sous-Broyes
Saint-Remy-sous-Broyes és un municipi francès, situat al departament del Marne i a la regió del Gran Est. L'any 2007 tenia 93 habitants.

## Demografia

### Població
El 2007 la població de fet de Saint-Remy-sous-Broyes era de 93 persones. Hi havia 35 famílies, de les quals 8 eren unipersonals (8 homes vivint sols), 8 parelles sense fills, 15 parelles amb fills i 4 famílies monoparentals amb fills.
La població ha evolucionat segons el següent gràfic:
Habitants censats

### Habitatges
El 2007 hi havia 36 habitatges, 35 eren l'habitatge principal de la família i 1 estava desocupat. Tots els 36 habitatges eren cases. Dels 35 habitatges principals, 30 estaven ocupats pels seus propietaris i 6 estaven llogats i ocupats pels llogaters; 10 tenien quatre cambres i 25 en tenien cinc o més. 33 habitatges disposaven pel capbaix d'una plaça de pàrquing. A 10 habitatges hi havia un automòbil i a 22 n'hi havia dos o més.

### Piràmide de població
La piràmide de població per edats i sexe el 2009 era:
| Homes | Edats   | Dones |
| ----- | ------- | ----- |
| 0     | 95 o +  | 0     |
| 0     | 90 a 94 | 0     |
| 4     | 85 a 89 | 0     |
| 0     | 80 a 84 | 0     |
| 0     | 75 a 79 | 4     |
| 8     | 70 a 74 | 4     |
| 0     | 65 a 69 | 4     |
| 0     | 60 a 64 | 0     |
| 0     | 55 a 59 | 0     |
| 8     | 50 a 54 | 4     |
| 8     | 45 a 49 | 12    |
| 0     | 40 a 44 | 0     |
| 0     | 35 a 39 | 4     |
| 4     | 30 a 34 | 0     |
| 0     | 25 a 29 | 4     |
| 8     | 20 a 24 | 4     |
| 0     | 15 a 19 | 0     |
| 0     | 10 a 14 | 0     |
| 0     | 5 a 9   | 0     |
| 4     | 0 a 4   | 0     |

## Economia
El 2007 la població en edat de treballar era de 61 persones, 45 eren actives i 16 eren inactives. De les 45 persones actives 39 estaven ocupades (20 homes i 19 dones) i 6 estaven aturades (3 homes i 3 dones). De les 16 persones inactives 7 estaven jubilades, 5 estaven estudiant i 4 estaven classificades com a «altres inactius».
Activitats econòmiques
L'any 2000 a Saint-Remy-sous-Broyes hi havia 5 explotacions agrícoles.

## Poblacions més properes
El següent diagrama mostra les poblacions més properes.